# Anthony Smith (giocatore di football americano)
Anthony Wayne Smith (Elizabeth City, 28 luglio 1967) è un ex giocatore di football americano statunitense che ha militato nel ruolo di defensive end nella National Football League (NFL). Al college giocò a football ad Arizona.

## Carriera
Smith fu scelto come undicesimo assoluto del Draft 1991 dai Los Angeles Raiders. Nelle prime tre stagioni in carriera raggiunse sempre almeno quota dieci sack, con un massimo di 13 nel 1992. Giocò coi Raiders, nel frattempo trasferitisi ad Oakland, fino al termine della carriera nel 1997.
Per due anni, dal 1995 al 1996, Smith è stato sposato con la cantante e attrice Vanity.

## Statistiche
| Partite | 98   |
| Sack    | 57,5 |